# Глоговец
Глоговец е село в Северна България. То се намира в община Елена, област Велико Търново.

## География
Село Глоговец се намира в планински район.

## История
Смята се, че селото е споменато още в дубровнишки търговски документ от 1495 г. под италианизираното име Glogovicio („Глоговичио“).